# Brandworkers International
Brandworkers International ist ein gemeinnütziges Arbeiterzentrum von Arbeitern in Lebensmittelfabriken, die eine Gewerkschaft mit den Industrial Workers of the World aufbauen. Durch den Zusammenschluss von Kolleginnen und Kollegen organisieren sich die Arbeiter von Lebensmittelfabriken, um menschenwürdige Arbeitsplätze zu erhalten und die gewerkschaftliche Macht in der gesamten Branche zu stärken. Brandworkers mit Sitz in Queens, New York City wurde 2007 von einer Gruppe von Arbeitern des Einzelhandels und der Lebensmittelbranche gegründet, die sich für die Rechte der Beschäftigten einsetzen. Brandworkers schult Arbeiter in der Anwendung von Instrumenten des sozialen Wandels, um die Einhaltung von Gesetzen durch die Arbeitgeber zu erreichen und die Arbeitsbedingungen zu verbessern.

## Themen
Die Kampagnen und Dienstleistungen von Brandworkers konzentrieren sich auf die Themen Lohndiebstahl, einschließlich Mindestlohn und Überstunden, Arbeit von Migranten, Diskriminierung am Arbeitsplatz, Gesundheit und Sicherheit am Arbeitsplatz, Arbeitnehmerentschädigung und das Recht, sich zu organisieren.

## Kampagnen
Brandworkers hat Arbeitern geholfen, die sich gegen Lohndiebstahl und Diskriminierung bei Lebensmittelherstellern und -lagern organisiert haben, darunter Kampagnen bei Wild Edibles, Pur Pac und Flaum Appetizing, und eine Reihe von gerichtlichen Vergleichen wegen nicht gezahlter Löhne erreichten.
Aktive aus verschiedenen Gewerkschaften und insbesondere den Industrial Workers of the World arbeiten regelmäßig in der Organisation mit und absolvieren auch Praktika um den internationalen Erfahrungsaustausch zu organisieren.